# MTU Friedrichshafen
A MTU Friedrichshafen foi fundada em simultâneo com a Maybach no principio do Século XX.
A Daimler-Benz adquiriu a companhia em 1960.
A companhia produz motores diesel para comboios, navios, veículos militares, agrícolas, mineiros e equipamentos de construção, bem como geradores diesel.